# Serrata
Serrata és un comune (municipi) de la Ciutat metropolitana de Reggio de Calàbria, a la regió italiana de Calàbria, situat a uns 60 km al sud-oest de Catanzaro i a uns 60 km al nord-est de Reggio de Calàbria. A 1 de gener de 2019 la seva població era de 803 habitants.
Serrata limita amb els municipis següents: Candidoni, Dinami, Laureana di Borrello, Mileto i San Pietro di Caridà.